# Lina Schwenk
Lina Schwenk (* 1988 in Bochum) ist eine deutsche Ärztin und Schriftstellerin. Ihr Romandebut Blinde Geister erschien 2025.

## Leben
Nach einer Ausbildung zur Gesundheits- und Krankenpflegerin arbeitete Schwenk zunächst als Krankenschwester und in der medizinischen Flüchtlingshilfe. Anschließend studierte sie Humanmedizin in Witten/Herdecke, Saint-Étienne und Cardiff. Seit 2020 ist sie als Ärztin in einem Krankenhaus tätig.

## Wirken
Schwenks Texte traten zunächst in Lesungen und Anthologien in Erscheinung; überregional Aufmerksamkeit erhielt sie 2022 beim Wettbewerb open mike in Berlin, wo sie mit der Erzählung „Vaterliebe“ auftrat und als Finalistin hervortrat. 2024 wurde Schwenk für einen Auszug aus ihrem Romanmanuskript Blinde Geister mit dem GWK-Förderpreis für Literatur ausgezeichnet. 2025 war sie mit demselben Projekt Finalistin beim Alfred-Döblin-Preis; Lesung und Diskussion der Finalistinnen und Finalisten fanden am 24. Mai 2025 im Literarischen Colloquium Berlin statt. Ihr Roman Blinde Geister erscheint im Verlag C.H.Beck. Der Roman stand im August 2025 auf der Longlist des Deutschen Buchpreises. Überdies wurde Blinde Geister 2025 für den Debütpreis »NEXT.GEN: new voices« des Harbour Front Literaturfestivals auf die Shortlist gesetzt.

## Auszeichnungen und Nominierungen
- Finalistin, open mike (30. Ausgabe), Berlin (2022). [2][3]
- GWK-Förderpreis Literatur (für einen Auszug aus Blinde Geister; 2024). [1][4]
- Finalistin, Alfred-Döblin-Preis (2025). [5]
- Longlist, Deutscher Buchpreis (2025). [6][7][8]
- Shortlist, Debütpreis »NEXT.GEN: new voices« (Harbour Front Literaturfestival, 2025). [9]